# عرقسوس يوناني
عرقسوس يوناني (الاسم العلمي:Glycyrrhiza yunnanensis) هو نوع من النباتات يتبع جنس العرقسوس من الفصيلة البقولية.